# جغناب
جغناب هي قرية في مقاطعة هريس، إيران. عدد سكان هذه القرية هو 449 في سنة 2006.